# La Critique sociale
La Critique sociale fu la rivista del Circolo comunista democratico di Boris Souvarine, pubblicata a Parigi in 11 numeri fra il marzo del 1931 e il marzo del 1934. Vi scrissero, fra gli altri, Georges Bataille e Raymond Queneau.
Simone Weil, pur non aderendo al Circolo, pubblicò sul n. 10 della rivista, nel novembre del 1933, il saggio Riflessioni sulla guerra.